# Ponte a Rigo
Ponte a Rigo ist ein Ortsteil (Fraktion, italienisch frazione) von San Casciano dei Bagni in der Provinz Siena, Region Toskana in Italien.

## Geografie
Der im Mittelalter unter dem Namen Borgo a Rigo bekannte Ort liegt 9,7 km südwestlich des Hauptortes San Casciano dei Bagni und 65 km südöstlich der Provinzhauptstadt Siena. Der Ort liegt an den Flüssen Rigo und Paglia, wobei der Rigo wenige Meter östlich der Ortschaft die Rigobrücke (Ponte a Rigo) erreicht und dann nach ca. 500 Metern in den Paglia mündet. Hier bildet der Paglia die Grenze zum Latium, das mit der Gemeinde Proceno (Provinz Viterbo) südlich liegt. Ponte a Rigo ist dadurch der südlichste Ort des Chianatals (Val di Chiana) und der südlichste Ort der Via Francigena in der Toskana. Hier treffen mehrere Varianten des Pilgerweges wieder auf den Hauptweg der Via Cassia zusammen, wie die westliche Amiata-Variante über Bagni San Filippo, Abbadia San Salvatore und Piancastagnaio und die östliche Variante über Radicofani und Celle sul Rigo (ebenfalls Ortsteil von San Casciano dei Bagni). Der Ort liegt bei 299 m und hatte 2001 ca. 70 Einwohner. 2017 waren es 55 Einwohner.

## Geschichte
Erstmals schriftlich erwähnt wurde der Ort 1074 als Borgo a Rigo. 24 Jahre später übergab Lanfranco, Bischof von Chiusi, den Ort an das Kloster San Salvatore di Monte Amiata.